# Глазовский переулок
Гла́зовский переу́лок (в 1960—1993 годах — у́лица Лунача́рского) — улица в центре Москвы. Расположена в районах Хамовники и Арбат между Плотниковым переулком и Смоленским бульваром. Здесь расположена миссия Организации Объединённых Наций в Москве (дом 4).

## Происхождение названия
Назван в XIX веке по фамилии домовладельца генерал-майора П. М. Глазова. В 1960—1993 годах — улица Луначарского в память об А. В. Луначарском (1875—1933) — первом советском наркоме просвещения, который жил здесь. В XVIII веке назывался Несвицким и Струковым — по фамилиям домовладельцев.

## Описание
Глазовский переулок начинается от Плотникова вблизи от Большого Могильцевского и проходит на запад к Садовому кольцу, пересекает Денежный переулок и выходит на Смоленский бульвар напротив Ружейного переулка.

## Здания и сооружения

### По нечётной стороне
- № 1 — ЦАО, Хамовники: Архитектурно-планировочные управление;
- № 3/14 — доходный дом (1913, архитектор С. И. Воробьёв). Здесь жил актёр Андрей Тутышкин[1].
- № 7 — доходный дом Н. К. Кусевицкой (1914—1915, архитектор П. П. Малиновский).

### По чётной стороне
- № 4/16  7733964000 — городская усадьба П. А. и Н. П. Павловых («Товарищество мануфактур, основанных И. И. Скворцовым», 1905—1906, архитектор С. Д. Кучинский). Здание занимает Информационный центр ООН в Москве.
  - № 4, стр. 8 — жилой дом (1905, архитектор С. Д. Кучинский).
- № 8  771510309490006 — особняк О. А. Листа — Н. К. Кусевицкой (1898—1899, архитектор Л. Н. Кекушев). Первая по времени появления постройка в стиле модерн в Москве[2]. Здание занимает Представительство правительства Калужской области при правительстве РФ.

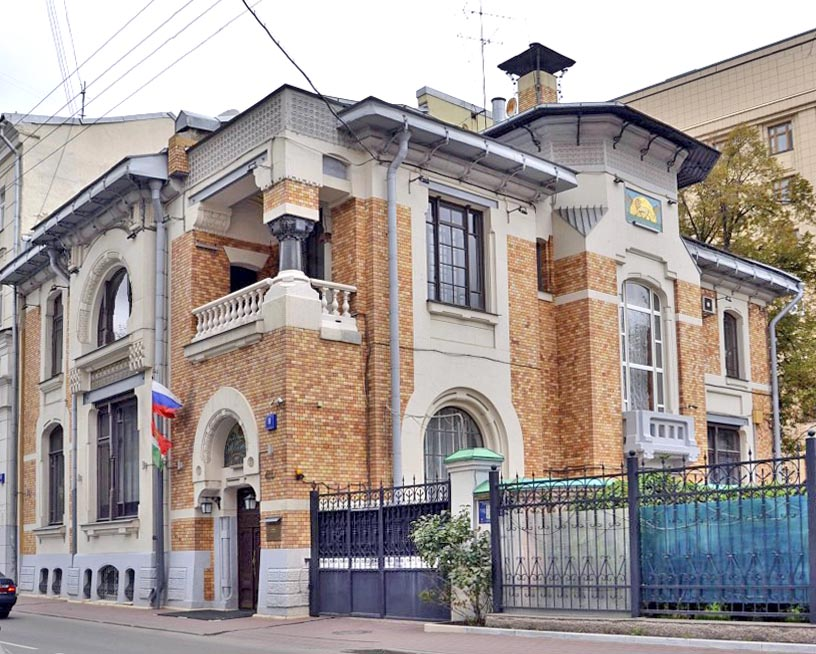
№ 8, особняк Листа (1898—1899, архитектор Л. Н. Кекушев)
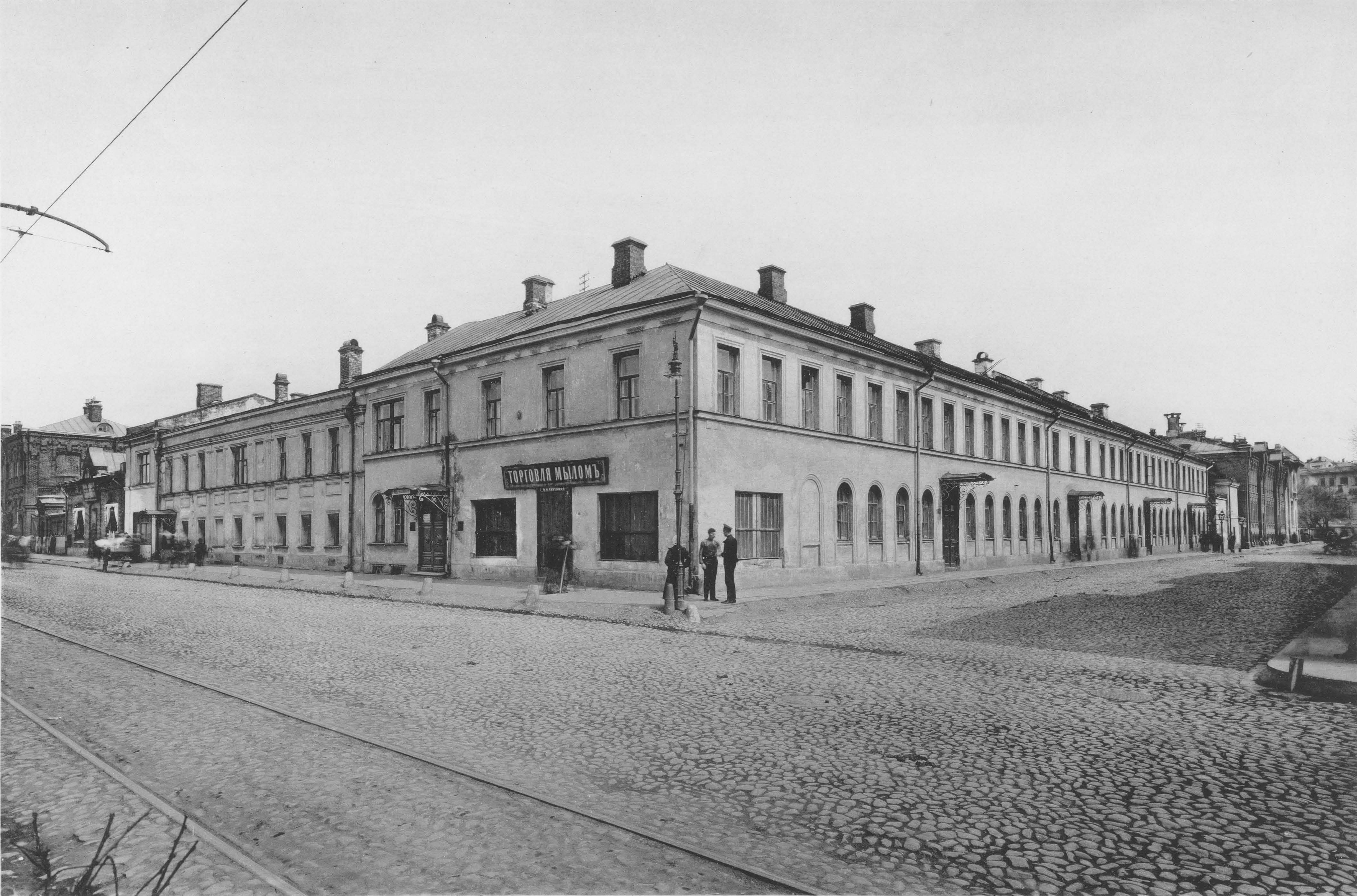
Квартиры служащих Рукавишниковского приюта, фотография 1913 года (дом 12/28, угол со Смоленским бульваром, не сохранился)